# Patinatge artístic als Jocs Olímpics d'hivern de 1952 - Individual masculí
En els Jocs Olímpics d'Hivern de 1952 celebrats a la ciutat d'Oslo (Noruega) es realitzà una competició de patinatge artístic sobre gel en categoria masculina. La competició se celebrà entre els dies 19 i 21 de febrer de 1952 a l'Estadi Olímpic d'Oslo.

## Comitès participants
Hi participaren un total de 14 patinadors d'11 comitès nacionals diferents:
| - Alemanya (1) - Austràlia (1) - Àustria (2) - Canadà (1) - Dinamarca (1) - Estats Units (3) |  | - Finlàndia (1) - França (1) - Hongria (1) - Itàlia (1) - Suïssa (1) |

## Resum de medalles
| Or             | Argent       | Bronze       |
| Richard Button | Helmut Seibt | James Grogan |

## Resultats
r/m = posició per cada jutge; pc/9 = suma dels nous jutges (factor de decisió en negreta)
| Posició | Patinador          | CON          | r/m                               | pc/9 | punts  |
| ------- | ------------------ | ------------ | --------------------------------- | ---- | ------ |
| 1       | Richard Button     | Estats Units | 9x1 (1-1-1-1-1-1-1-1-1)           | 9    | 1730,3 |
| 2       | Helmut Seibt       | Àustria      | 6x2 (4-2-2-2-2-3-2-4-2)           | 23   | 1621,3 |
| 3       | James Grogan       | Estats Units | 9x3 (2-3-3-3-3-2-3-2-3)           | 24   | 1627,4 |
| 4       | Hayes Alan Jenkins | Estats Units | 9x5 (3-5-5-5-5-5-4-3-5)           | 40   | 1571,3 |
| 5       | Peter Firstbrook   | Canadà       | 7x5 (5-4-6-6-4-4-5-5-4)           | 43   | 1558,1 |
| 6       | Carlo Fassi        | Itàlia       | 9x6 (6-6-4-4-6-6-6-6-6)           | 50   | 1528,4 |
| 7       | Alain Giletti      | França       | 9x7 (7-7-7-7-7-7-7-7-7)           | 63   | 1469,1 |
| 8       | Freimut Stein      | Alemanya     | 9x8 (8-8-8-8-8-8-8-8-8)           | 72   | 1403,6 |
| 9       | François Pache     | Suïssa       | 5x9 (12-9-9-14-10-9-9-11-9)       | 92   | 1259,3 |
| 10      | Adrian Swan        | Austràlia    | 8x11 (9-11-11-11-11-12-10-10-10)  | 95   | 1248,2 |
| 11      | Kurt Oppelt        | Àustria      | 7x11 (11-10-10-9-12-11-11-13-11)  | 98   | 1233,3 |
| 12      | Győrgy Czakó       | Hongria      | 5x12 (10-13-13-12-14-14-12-12-12) | 112  | 1191,0 |
| 13      | Kalle Tuulos       | Finlàndia    | 8x13 (14-12-12-13-13-13-13-9-13)  | 112  | 1180,9 |
| 14      | Per Cock-Clausen   | Dinamarca    | - (13-14-14-10-9-10-14-14-14)     | 112  | 1203,5 |